# Tasa de Laso de la Vega
Tasa de Laso de la Vega fue un nuevo tipo o convenio impositivo dictadas en 1635 por el Gobernador de Chile Francisco Laso de la Vega. Planteaba que los indígenas de la encomiendas eran libres de pagar su tributo en dinero, trabajo o en oro en un importe anual de 10 pesos, que equivale a 40 días de trabajo forzado . Sin embargo, tal como en las demás tasas creadas para regular los abusos de los españoles sobre los indígenas, esta norma rara vez se aplicó efectivamente y los trabajadores nativos no pudieron mejoras en sus condiciones.